# Rebus, tre klaverstykker
Rebus, tre klaverstykker bestaat uit een drietal composities van Niels Gade. Net als de Foraarstoner (opus 2b) dateren de werkjes uit 1841. De Foraarstoner verschenen uiteindelijk in drukvorm, van Rebus is alleen deel 2 een druk bekend en die dateert uit 1924. Het manuscript van Rebus draagt de datering november 1875, maar gezien het lage opusnummer dateren ze dus van veel eerder.
De drie werkjes zijn getiteld:
1. Scherzo in Bes majeur
2. Intermezzo in G majeur
3. Alla marcia in C majeur